# Tibellus flavipes
Tibellus flavipes es una especie de araña cangrejo del género Tibellus, familia Philodromidae. Fue descrita científicamente por Caporiacco en 1939.

## Distribución
Esta especie se encuentra en África oriental y meridional.